# بخش آنسه لا ریه
بخش آنسه لا ریه (به لاتین: Anse la Raye Quarter) یک منطقهٔ مسکونی در سنت لوسیا است.

## خصوصیات
بخش آنسه لا ریه ۶٬۰۷۱ نفر جمعیت دارد.